# Patriziergesellschaft
Eine Patriziergesellschaft ist der Zusammenschluss von Mitgliedern einer mittelalterlichen deutschen städtischen Oberschicht – „die Geschlechter“ genannt –, bestehend aus Angehörigen des niedrigen Adels, ritterlichen Ministerialen des Stadtherrn und wohlhabenden Kaufherren. Patrizier waren Kaufleute, die sich – im Gegensatz zu denjenigen, die „nach Elle, Pfund und Lot“ verkauften – ausschließlich dem Groß- und Fernhandel widmeten.
Zweck dieser Vereinigung war in erster Linie die Sicherung der Kontinuität sowohl unmittelbar der Stadtpolitik als auch mittelbar des eigenen Machterhalts, daneben oft auch das Betreiben von gemeinsamen Geschäften, insbesondere im risikoreichen Fernhandel.

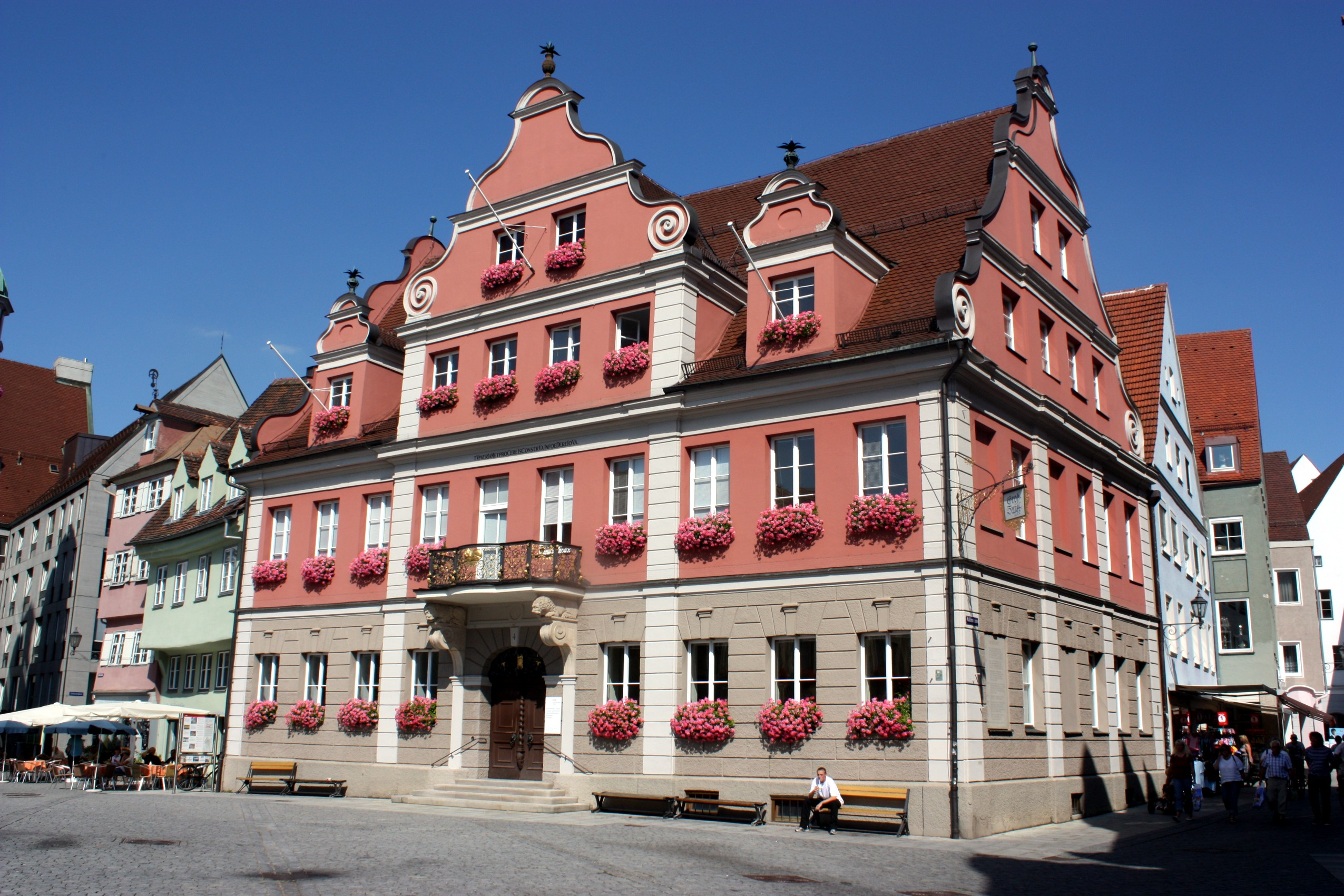
Die Großzunft am Memminger Marktplatz. Ehemaliges Versammlungs- und Ballhaus.

## Merkmale

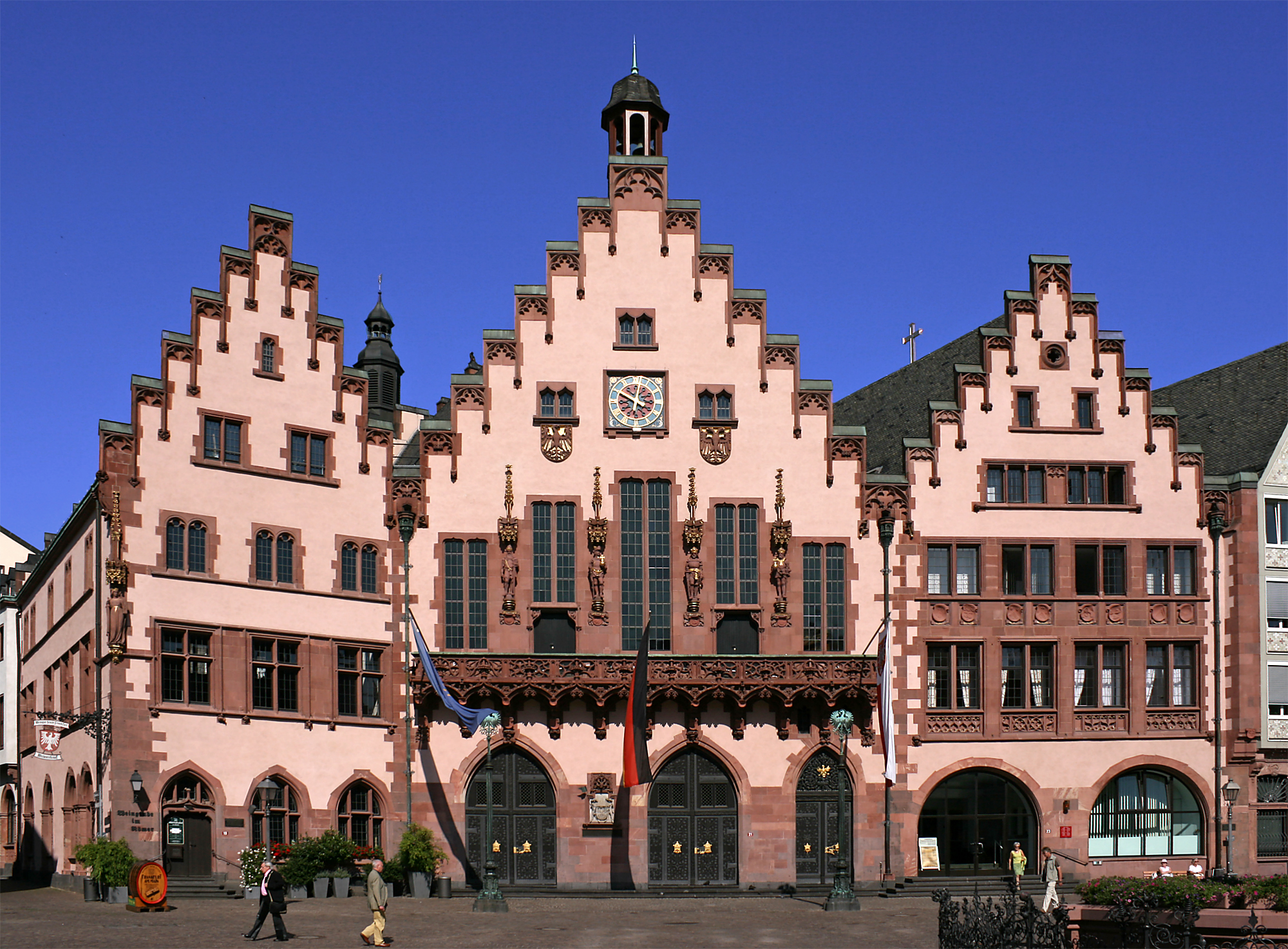
Das Haus Alt-Limpurg (links) der Gesellschaft Alten Limpurg in Frankfurt am Main, gegründet 1357 als Stubengesellschaft Zum Römer

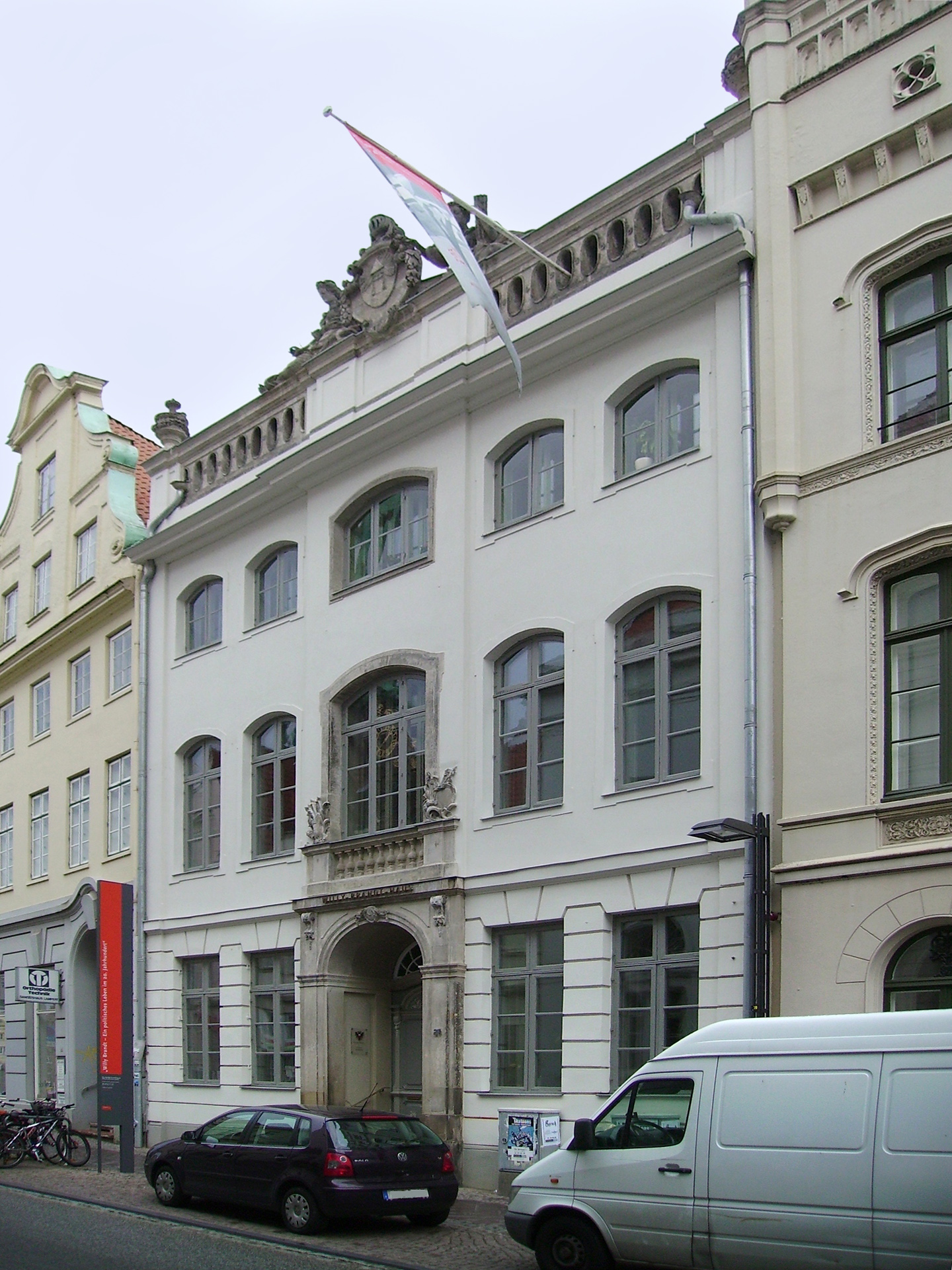
Ehemaliger Sitz der Zirkelgesellschaft in Lübeck

Eine der ältesten Patriziergesellschaften, wenn nicht die älteste überhaupt, ist die im 12. Jahrhundert entstandene Richerzeche in Köln, deren Macht allerdings schon im 14. Jahrhundert wieder erlosch. Andere Patriziergesellschaften, die sich erst vom 14. Jahrhundert an gründeten, bestanden teilweise mit etlichen Wandlungen mehrere hundert Jahre lang bis zum Ende des Deutschen Reichs 1806. Einige Patriziergesellschaften bestehen bis heute fort, etwa in Frankfurt am Main die Gesellschaft Alten Limpurg, gegründet 1357 als Stubengesellschaft Zum Römer, und die (historisch etwas weniger elitäre) Gesellschaft Zum Frauenstein (von 1382), ferner etwa in Bern die Gesellschaft zum Distelzwang (um 1390) und in Zürich die Gesellschaft zur Constaffel (von 1336).
Patriziergesellschaften waren oft nach dem Muster von Stubengesellschaften oder Bruderschaften organisiert. Wo gemeinsames Vermögen erworben und an nachrückende Erben weiterzugeben war, wurde häufig die Rechtsform der Ganerbschaft gewählt. Wenn geschäftliche Risiken geteilt wurden, ähnelt die Rechtsform hingegen einem Vorläufer unserer heutigen Offenen Handelsgesellschaft. Die Gilden des Mittelalters sind entweder aus Patriziergesellschaften hervorgegangen oder bestanden größtenteils aus deren Mitgliedern. Im weiteren Sinn kann sogar die gesamte deutsche Hanse als Zusammenschluss von Patriziergesellschaften aufgefasst werden, deren zahlreiche Artushöfe im Ostseeraum auch als Versammlungsräume, namentlich der St.-Georgs-Bruderschaften, dienten. Hinzu kommt, dass Begriffe wie Gesellschaft, Gilde, Zunft, Amt, Innung, Brüderschaft damals oft nicht gegeneinander abgegrenzt und daher synonym verwendet wurden. Gesellschaftliche, geschäftliche, politische und religiöse Zwecke gingen oft Hand in Hand; in der erzbischöflichen Residenzstadt Trier etwa versammelten sich die Schöffen- und Patrizierfamilien in der als Pilgerbruderschaft gegründeten St. Jakobusbruderschaft Trier.
Bezeichnend ist, dass Patriziergesellschaften in jeder Weise „geschlossene Gesellschaften“ waren, was sich etwa ganz drastisch an dem 1521 aufgestellten Tanzstatut der Stadt Nürnberg erweist. Das bedeutet: Niemand konnte einer solchen Gesellschaft aus eigenem Willen beitreten, sondern Außenstehende wurden, wenn überhaupt, durch Kooptation der vorhandenen Mitglieder aufgenommen. Oft entschied gerade die Aufnahme in eine solche Gesellschaft über die Aufnahme ins Patriziat und damit über die Wahlfähigkeit in den Rat der Stadt. Die „Schwörbriefe“ der Gesellschaften glichen frühen Verfassungen, welche zum Beispiel die Sitzverteilung zwischen Patriziern und Zünften regelten. Durch diese Zusammenschlüsse und ihre verbrieften Rechte definierten sich in vielen Fällen die Patrizier erst als geschlossener eigener Stand.
Entsprechend restriktiv wurde die Heiratspolitik betrieben; die Ehe war also nur zwischen Personen zugelassen, deren Eltern sämtlich derselben Gesellschaft angehörten. Das geht so weit, dass – entgegen der in Historikerkreisen immer noch verbreiteten Ansicht, die „Altbürger“ hätten sich zur Festigung ihrer Position mit den königlichen Beamten, den Reichsministerialen, verbündet – sie dies tatsächlich nur in wenigen Fällen getan und noch seltener auch durch verwandtschaftliche Bande besiegelt haben. Denn weder entsprach die Tätigkeit eines Kaufmanns den Aufgaben oder dem Standesbewusstsein eines Ministerialen noch konnte dieser dem Kaufmann bei Einheirat in dessen Familie eine Mehrung seines Vermögens in Aussicht stellen, da er keine Handelsgeschäfte betrieb und sein Besitz lehnsgebunden blieb, sodass das beiderseitige Interesse an einer Verbindung eher gering blieb. Erst zum Ende des 13. Jahrhunderts begann sich die Trennungslinie zwischen Patriziat und Rittertum zu verwischen. Einige der angesehensten Nürnberger Patrizierfamilien waren zuvor staufische Ministerialen gewesen, die sich nach dem Ende der Stauferzeit aus dem zuvor zum Reichsgut gehörenden Umland, das sich nun die Burggrafen aneigneten, in die Stadt begaben, wo sie bald durch Fernhandel zu Reichtum kamen. Während die Reichsritter die Patrizier halb hochmütig, halb neidisch verachteten, nicht selten aber auch Kredit bei ihnen aufnahmen, bekämpften die patrizisch regierten Städte die verarmenden Raubritter.
Die Abgrenzung der Patrizier gegenüber dem Ritterstand ging so weit, dass solche unerwünschten Ehen der bürgerlichen Oberschicht mit Sanktionen versehen wurden. So hatte für eine Wiener Bürgerstochter eine Heirat mit einem miles, einem Dienstritter, den Verfall von Freiheit und Vermögen zur Folge; auch in Lübeck durfte eine Bürgerstochter in solchem Falle nur mitnehmen, was sie auf dem Leibe trug.
Im Laufe der Zeit wurden die meisten in solchen Gesellschaften vereinten Patrizierfamilien selbst adlig, jedoch nicht durch Verbindung mit Ministerialen, sondern durch Rangerhöhung infolge Verdienst, was stets mit einer entsprechenden Wappenbesserung einherging. Der Anspruch auf Geburtsadel war danach eine Art ungeschriebenes Gesetz, was beispielsweise in Nürnberg dazu führte, dass nach 1806, bei der Eingliederung des Patriziats in den bayerischen Adel, den meisten der „alten“ Familien die Aufnahme in die Freiherrenklasse gelang. Bezeichnenderweise gründete das bis dahin regierende Nürnberger Patriziat erst nach der Auflösung der alten Ständeordnung und der Eingliederung der Freien Reichsstadt in den bayerischen Staat 1799 eine eigene Interessenvertretung, den bis heute bestehenden Selekt des Nürnberger Patriziats, der zuvor aufgrund der faktischen Alleinherrschaft der Nürnberger Patrizierfamilien im Inneren Rat der Stadt nicht erforderlich gewesen war.

## Bekannte Gesellschaften

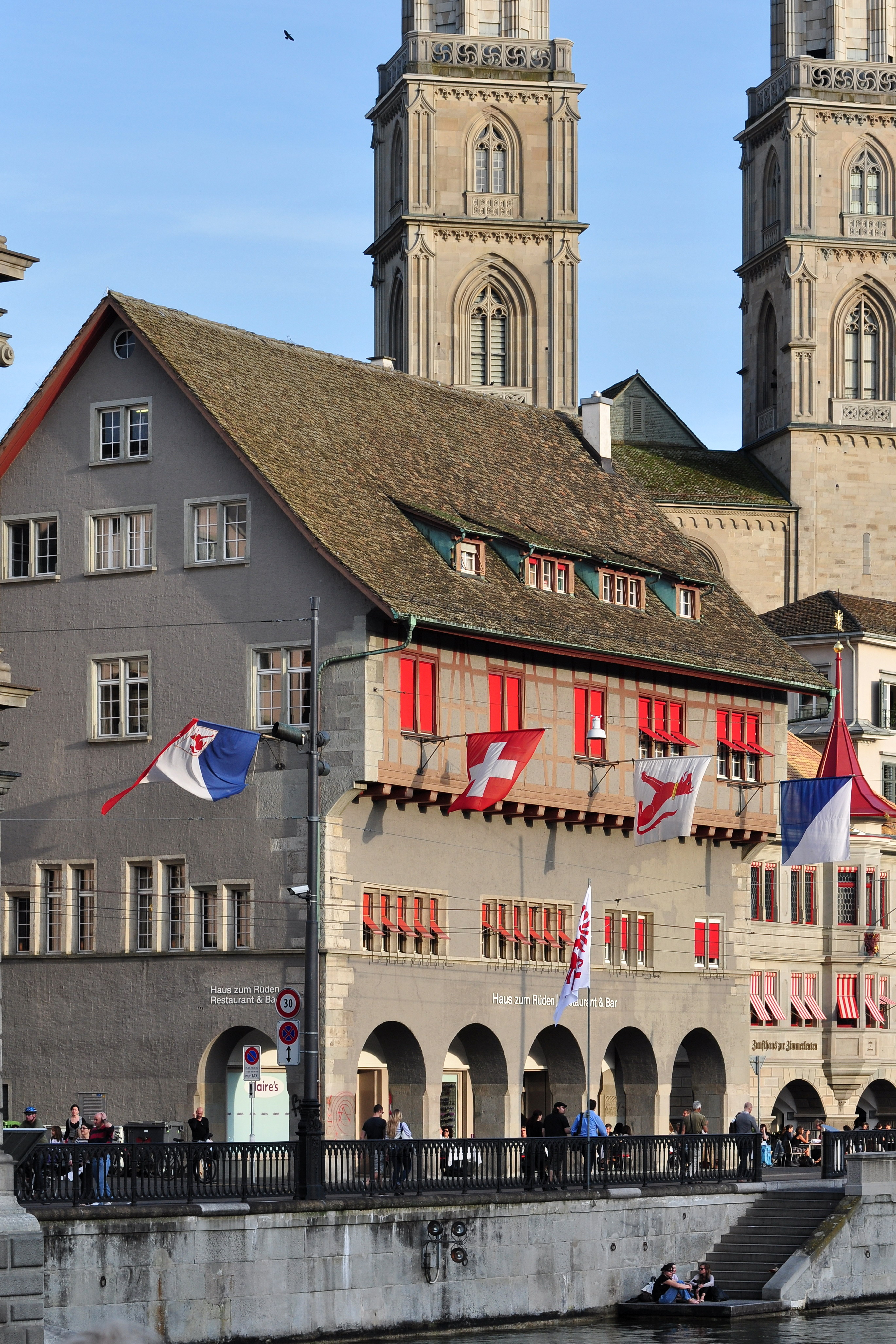
Haus zum Rüden (von 1348), bis heute Sitz der Gesellschaft zur Constaffel in Zürich

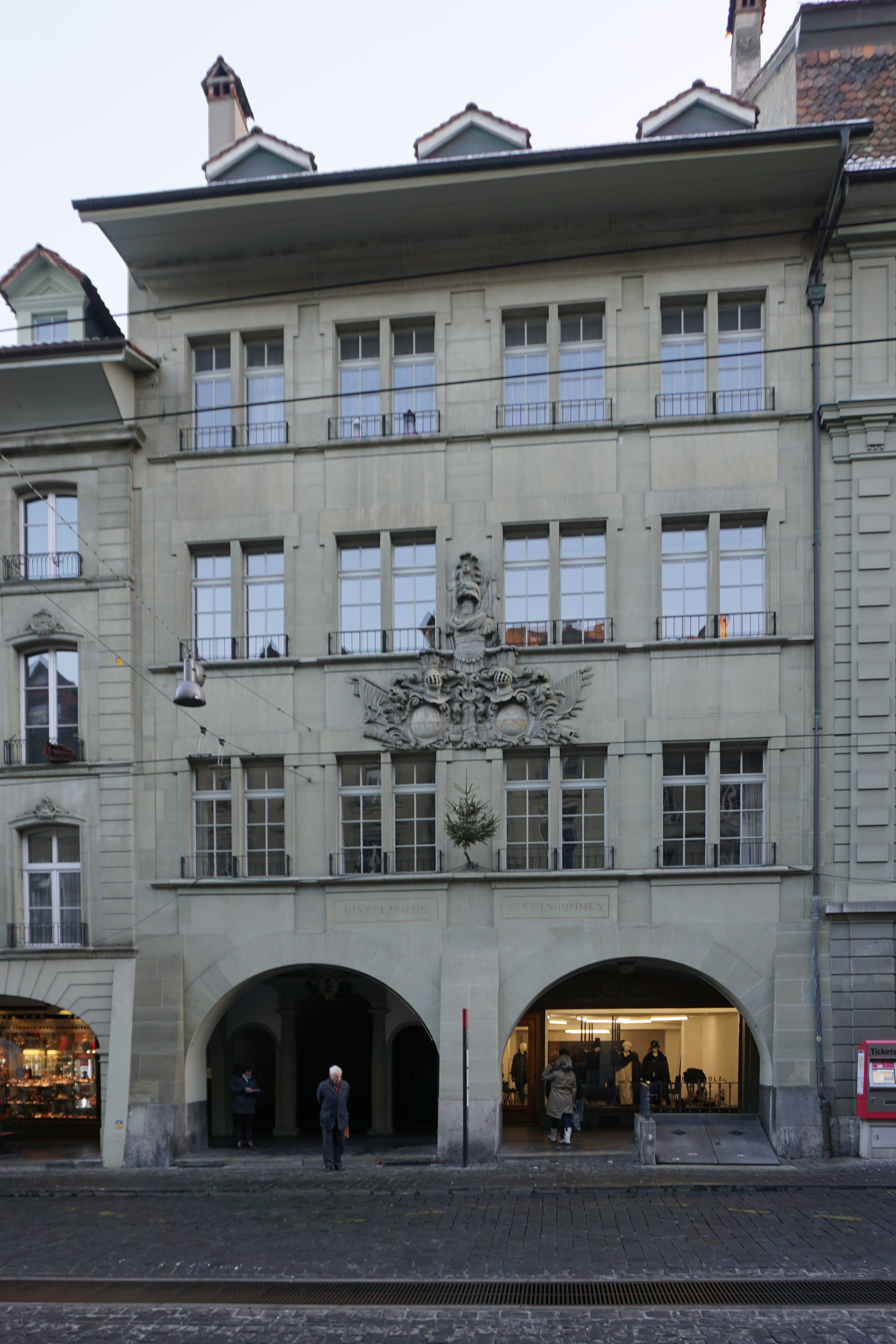
Gesellschaftshaus Zum Distelzwang, Bern

Die Zahl der Patriziergesellschaften, die es einmal gegeben hat, ist unüberschaubar; die meisten dieser Gesellschaften haben historisch nur wenige Spuren hinterlassen. Bekannt sind dagegen heute noch:
- Alten Limpurg, Frankfurt am Main, gegründet 1357
- Bruderschaft der Schwarzhäupter und Compagnie der Schwarzen Häupter, Reval und Riga, gegründet 1399
- Gesellschaft zur Constaffel in Zürich, gegründet 1336
- Gesellschaft zum Distelzwang, Bern, erstmals erwähnt 1392
- Gesellschaft der Herren zu Schützen, Luzern, ihr Ursprung geht auf das 14. Jahrhundert zurück
- Große Ravensburger Handelsgesellschaft, Ravensburg, gegründet um 1380, überörtliche Handelsvereinigung im Bodenseegebiet
- Herrenstubengesellschaft, Augsburg, gegründet 1368
- Herrenstuben-Gesellschaft zu Winterthur, gegründet um 1300
- Lilienvente, Braunschweig, gegründet 1384
- Reinoldigilde, Dortmund
- Richerzeche, Köln, gegründet im 12. Jahrhundert
- Schleswiger Bruderschaft, Soest
- Sieben Adelshäuser von Brüssel, Brüssel.
- St.-Georgs-Bruderschaften, insbesondere in Danzig, Elbing und Thorn, gegründet vor 1350
- Stämme von Galway (Eire)
- Stubengesellschaft, Ulm, „Schwörbrief“ von 1345
- Zirkelgesellschaft, Lübeck, gegründet 1379
- Zum Esel, Ravensburg, gegründet 1397
- Zum Frauenstein, Frankfurt am Main, gegründet 1382
- Zum goldenen Löwen, Memmingen, gegründet 1347
- Zum Löwen, Überlingen
- Zum Straußen, Kempten, gegründet 1419
- Zum Sünfzen, Lindau, erstmals 1358 urkundlich erwähnt
- Zur Katz, Konstanz, gegründet bald nach 1342, jedoch nicht auf die „Geschlechter“ beschränkt